# Товарний дериватив
Товарний дериватив — стандартний документ, який засвідчує право продати та/або купити біржовий товар (крім цінних паперів) на обумовлених стандартних умовах у майбутньому. Правила випуску та обігу товарних деривативів установлюються органом, що на нього покладаються функції регулювання товарного біржового ринку.